# پولیس مبارزه با مواد مخدر افغانستان

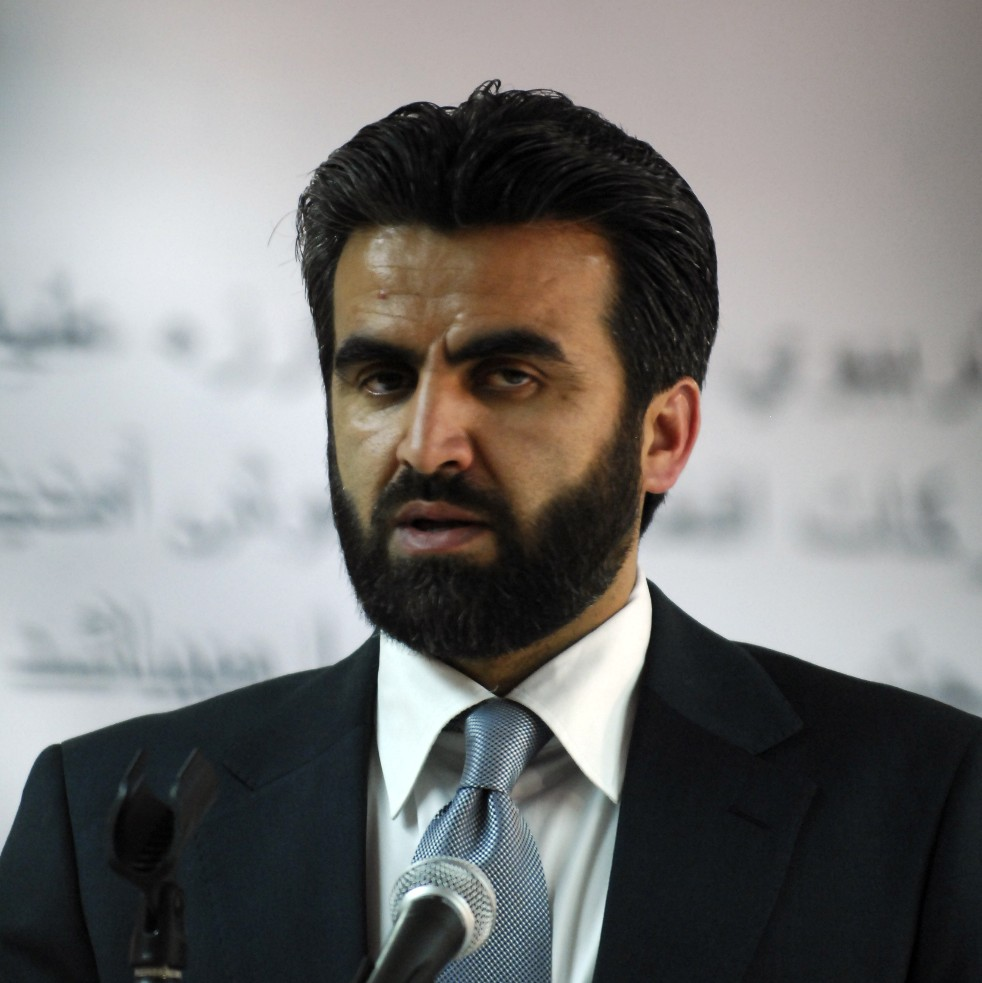
دگرجنرال محمد داوود داوود، معاون مبارزه با مواد مخدر وزارت داخله ، در محفل فراغت ساتنمنان

پولیس مبارزه با مواد مخدر افغانستان با کوته نوشت (CNPA) نیروی متخصص مبارزه با قاچاق مواد مخدر وزارت امور داخله افغانستان است که در سال ۲۰۰۳ ایجاد شده‌است، نخستین مسوؤل آن معین وزارت داخله در امر مبارزه با مواد مخدر لوی پاسوال محمدداود داوود تعیین شد. این پولیس تحقیقات مبارزه با مواد مخدر در افغانستان را انجام می‌دهد و آنرا در اختیار پولیس ویژه مواد مخدر افغانستان قرار می‌دهد. پولیس مبارزه با مواد مخدر افغانستان ۳۰۰۰ افسر دارد و به صورت دقیق از میان پولیس ملی افغانستان انتخاب‌شده، در دوره ۱۳ ماهه آموزش می‌بینند.
جنرال داوود این اداره را به پرفعالیت‌ترین و موفق‌ترین واحد پولیس مبارزه با مواد مخدر افغانستان تبدیل کرد،
معینیت مبارزه علیه مواد مخدر مدیریت های ولایتی آن قرار دارد که بودجه آن توسط کشور انگلستان تأمین می‌شود. مستشار عملیات‌های این واحد پولیس همواره افسران ارشد ارتش انگلیس است که در زمینه عملیات‌های اطلاعاتی، محاصره، جمع‌آوری شواهد و بهره‌برداری اطلاعاتی مشاوره می‌دهد.
اکنون با تلاش های تیم جنرال داود کشت قاچاق و ترافیک مواد مخدر در هلمند،بدخشان، پکتیا و ولایات دیگر کاهش یافته و پولیس مبارزه با موادمخدر قادر اند علاوه بر کشف موادمخدر و دستگیری افرادی که در قاچاق مواد مخدر دست دارند، کسانی را که در تسهیل تولید هروئین از جمله فروشندگان تریاک و تأمین‌کنندگان و توزیع‌کنندگان مواد مخدر پیش‌ساز و در آن دخیل هستند، هدف قرار می‌دهد. اغلب اوقات افسران پولیس مبارزه با موادمخدر و خانواده‌های آنها توسط قاچاق‌بران بزرگ مواد تهدید می‌شوند؛ این چالش بزرگ‌ترین مشکل امنیتی وزارت داخله افغانستان به‌شمار می‌رود.
پس از جنرال داود جنرال باز محمد "احمدی" به این سمت گماشته شد اما مؤثریت چندانی نداشت و مواد مخدر دوباره رشد کرد و منبع در آمد طالبان و دیگر گروه های تروریستی شد.

## معینان
- دگر جنرال محمد داوود داوود
- لوی پاسوال باز محمد احمدی
- لوی پاسوال عبدالخلیل بختیار
- محمد هاشم اورتاق
- وحید الله کلیمزی
- اکنون ملا عبدالحق همکار